# Aula-Vintri
Aula-Vintri is een plaats in de Estlandse gemeente Saaremaa, provincie Saaremaa. De plaats heeft de status van dorp (Estisch: küla).
Tot in december 2014 behoorde Aula-Vintri tot de gemeente Kaarma, tot in oktober 2017 tot de gemeente Lääne-Saare en sindsdien tot de fusiegemeente Saaremaa.

## Bevolking
Het dorp had 19 inwoners op 31 december 2011 en 21 inwoners op 31 december 2021.

## Geschiedenis
Aula-Vintri ligt op het terrein van het vroegere landgoed van Elme (Duits: Magnushof). De ruïnes van het landhuis van dat landgoed liggen op het grondgebied van het dorp Endla. Aula-Vintri werd voor het eerst genoemd in 1855 onder de Russische naam Винтри (Vintri). In de jaren twintig van de 20e eeuw kreeg het dorp de naam Aula-Vintri. Tussen 1977 en 1997 heette de plaats Aula, daarna weer Aula-Vintri.